# 浅間山 (桐生市)
浅間山（せんげんやま）は、群馬県桐生市菱町にある山。標高172m。富士山とも呼ばれる。山頂には、桐生国綱が桐生城の支城として築いた浅間山砦があった。

## 概要
足尾山地の仙人ヶ岳付近から南西に伸びた支脈の先端部、桐生川の北東岸に位置する。山頂から南麓にかけて菱町一丁目、北麓が菱町三丁目に含まれる。
梅田町の城山頂上に柄杓山城を築いた桐生国綱は、浅間山頂上に浅間山砦、堤町の丸山南麓の渡良瀬川から浅間山西麓の桐生川までを結ぶ下瀞堀を構築して備えを固め、以後、桐生領は桐生川一帯から渡良瀬川上流部にまで拡大した。
桐生市北部の梅田町から南流してきた桐生川が、浅間山麓で東に向きを変え、境野町を経て足利市小俣町で渡良瀬川に合流している。桐生川の南西岸に両毛線が通じており、浅間山南西麓から桐生駅付近まで高架区間となっている。
山頂に浅間山砦跡、浅間神社、北面中腹に山王神社、北麓に白山神社、八坂橋、東麓に城の岡団地、南麓に宿之島橋、南西麓にKRゴルフセンター、桐生グリーンテニスクラブがある。